# محيرقة
محيرقة، هي قرية ومركز من فئة (ب) تقع في محافظة القويعية، والتابعة لمنطقة الرياض في السعودية. وتبعد محيرقة عن محافظة القويعية بمسافة تقارب (25) كم. في منطقة الرياض
قرية تنتشر في واديها النخيل والأشجار، وتبعد عن القويعية غرباً حوالي ستة و عشرين كيلاً، قال الهمداني " ثم قرى باهلة مريفق وعيسان وواسط وعويسجة والابطة وذو طلوح أعلاه حصن بني عاصم صاحب النعمان بن المنذر.